# Leonard I. Schiff
Leonard Isaac Schiff, né le 29 mars 1915 à Fall River (Massachusetts, États-Unis) et mort le 21 janvier 1971 à Stanford (Californie, États-Unis), est un physicien surtout connu pour son livre Quantum Mechanics,, initialement publié en 1949 (une deuxième édition parut en 1955 et une troisième en 1968).

## Éducation
Leonard Schiff est entré à l'Université d'État de l'Ohio à 14 ans. Schiff a obtenu son Bachelor of Science et son Master of Science (sous la direction de Llewellyn H. Thomas) de l'Université d'État de l'Ohio et son doctorat du Massachusetts Institute of Technology en 1937 sous la direction de Philip M. Morse avec une thèse intitulée Theory of the Collision of Light Elements (Théorie de la collision des éléments légers).

## Carrière
Schiff était un physicien théoricien qui, après avoir obtenu son doctorat, a travaillé pendant deux ans comme chercheur associé à l'Université de Californie et au California Institute of Technology. De 1940 à 1945, il fut membre du corps professoral de l'Université de Pennsylvanie. De 1945 à 1947, il a travaillé au laboratoire scientifique de Los Alamos et a rejoint la faculté de physique de l'université Stanford en 1947.
En 1948, Schiff est devenu l'un des premiers directeurs de Varian Associates qui fournirent un soutien technique à l'entreprise, aux côtés d'Edward Ginzton, William Hansen et Marvin Chodorow.
En 1959 et 1960, Schiff et son collègue physicien George Pugh ont rédigé des articles préconisant l'utilisation de gyroscopes en orbite pour tester la relativité générale. Schiff a fait équipe avec Bob Cannon et Bill Fairbank, des collègues professeurs de Stanford, pour mener des recherches qui ont constitué une partie des bases de Gravity Probe B (GP-B) pour tester la théorie de la relativité d'Albert Einstein,.
Il fut le premier président du Sénat de la Faculté de Stanford.

## Famille
Leonard Schiff était le fils d'Edward et Mathilda Schiff et était d'origine juive lituanienne. Il épousa Francis Ballard en 1941. Ils eurent deux enfants : Leonard Schiff et Ellen Schiff. Sa femme était la cousine d'Artemus Ginzton, l'épouse d'Edward Ginzton, un ami et collègue de Schiff.

## Reconnaissance
Schiff devient membre de la Société américaine de physique en 1939. Il est élu membre de l'Académie nationale des sciences en 1957. En 1966, il reçoit la médaille Oersted de l'Association américaine des professeurs de physique. Il a également reçu le prix Dinkelspiel pour l'excellence en enseignement à l'Université Stanford.
Schiff Hall, un dortoir de premier cycle à Stanford, porte son nom.